# Sugar City (Colorado)
Pour la ville de l’Idaho, voir Sugar City (Idaho).
Sugar City est une ville américaine située dans le comté de Crowley dans le Colorado.
La ville doit son nom à une usine locale, la Holly Sugar Factory.

## Démographie
| 1900 | 1910 | 1920 | 1930 | 1940 | 1950 |
| ---- | ---- | ---- | ---- | ---- | ---- |
| 689  | 808  | 836  | 598  | 565  | 527  |

| 1960 | 1970 | 1980 | 1990 | 2000 | 2010 |
| ---- | ---- | ---- | ---- | ---- | ---- |
| 409  | 307  | 306  | 252  | 279  | 258  |

Selon le recensement de 2010, Sugar City compte 258 habitants. La municipalité s'étend sur 0,38 milles carrés (0,98 km2).